# Gorges de la Kamenice
Les gorges de Kamenice (en tchèque Soutěsky Kamenice) sont situées dans le parc national de la Suisse bohémienne, près de Hřensko, village également réputé par la porte de Pravčice. Ce sont de profonds canyons en grès le long de la Kamenice. Au fil du courant, on défile entre les Gorges de Ferdinand, au Moulin de Dolsko, également appelé « Ve Strži », puis viennent les Gorges sauvages et celles d'Edmond. À ce niveau la rivière coule entre des rochers escarpés hauts de 50 à 90 m. Les Gorges sauvages et celles d'Edmond suivent le sentier de randonnée jaune du parc national.
Ces gorges font partie des monuments naturels impressionnants situés dans les montagnes gréseuses de l'Elbe.

## Les gorges d'Edmond

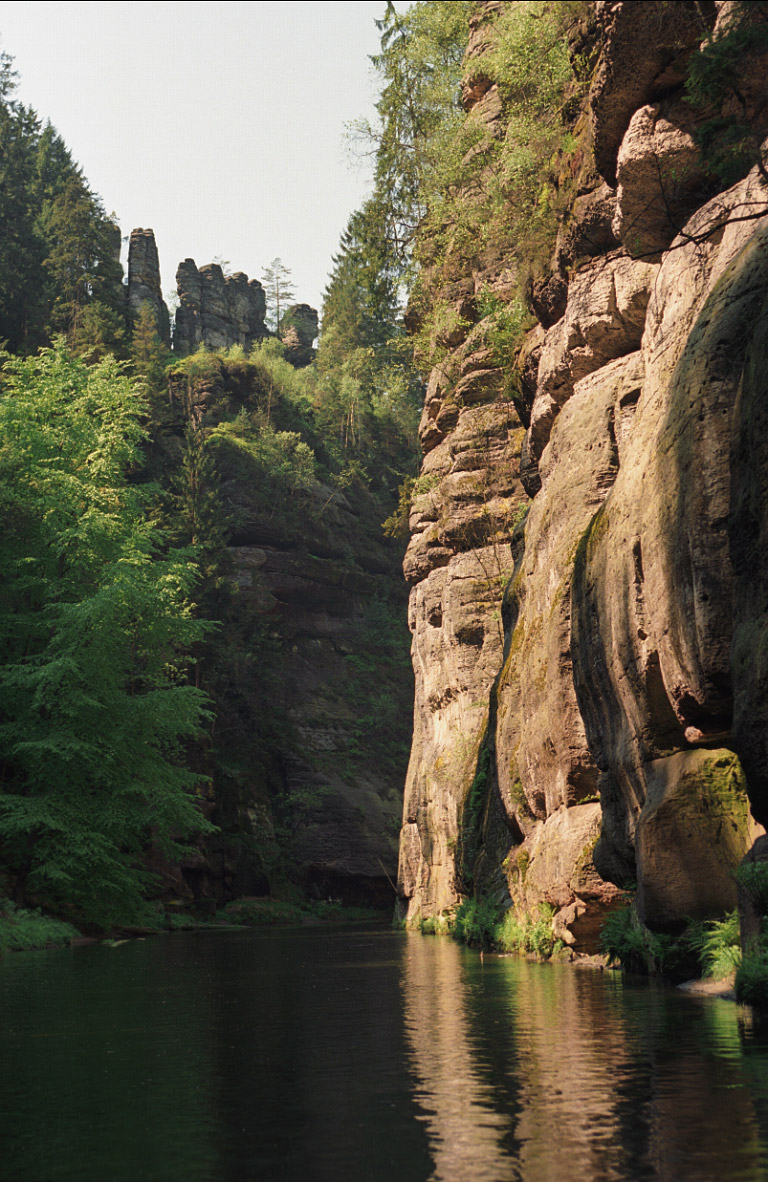
Les Gorges d'Edmond

Entre 1950 et 1960, les gorges s'appellent Ďuriš du nom d'un ministre de l'Agriculture tchécoslovaque, puis, réaménagées dans les années 1960, elles deviennent les gorges Calmes. Au début du XXIe siècle, elles retrouvent leur nom historique, de celui qui les découvrent à la fin du XIXe siècle, le prince Edmond Clary-Aldringena. À cette époque, elles sont complètement inaccessibles ; le prince est à l'initiative de leur aménagement qui permet de les rendre entièrement à la navigation. Ce projet de construction emploie plus de 200 ouvriers dirigés par des experts italiens. L'inauguration est officiellement programmée le 4 mai 1890. En 1964–1965, les gorges sont réaménagées par l'armée tchécoslovaque.

## Les gorges sauvages
Le petit pont Mezní sur les gorges sauvages est construit en 1898.

## Ve Strži

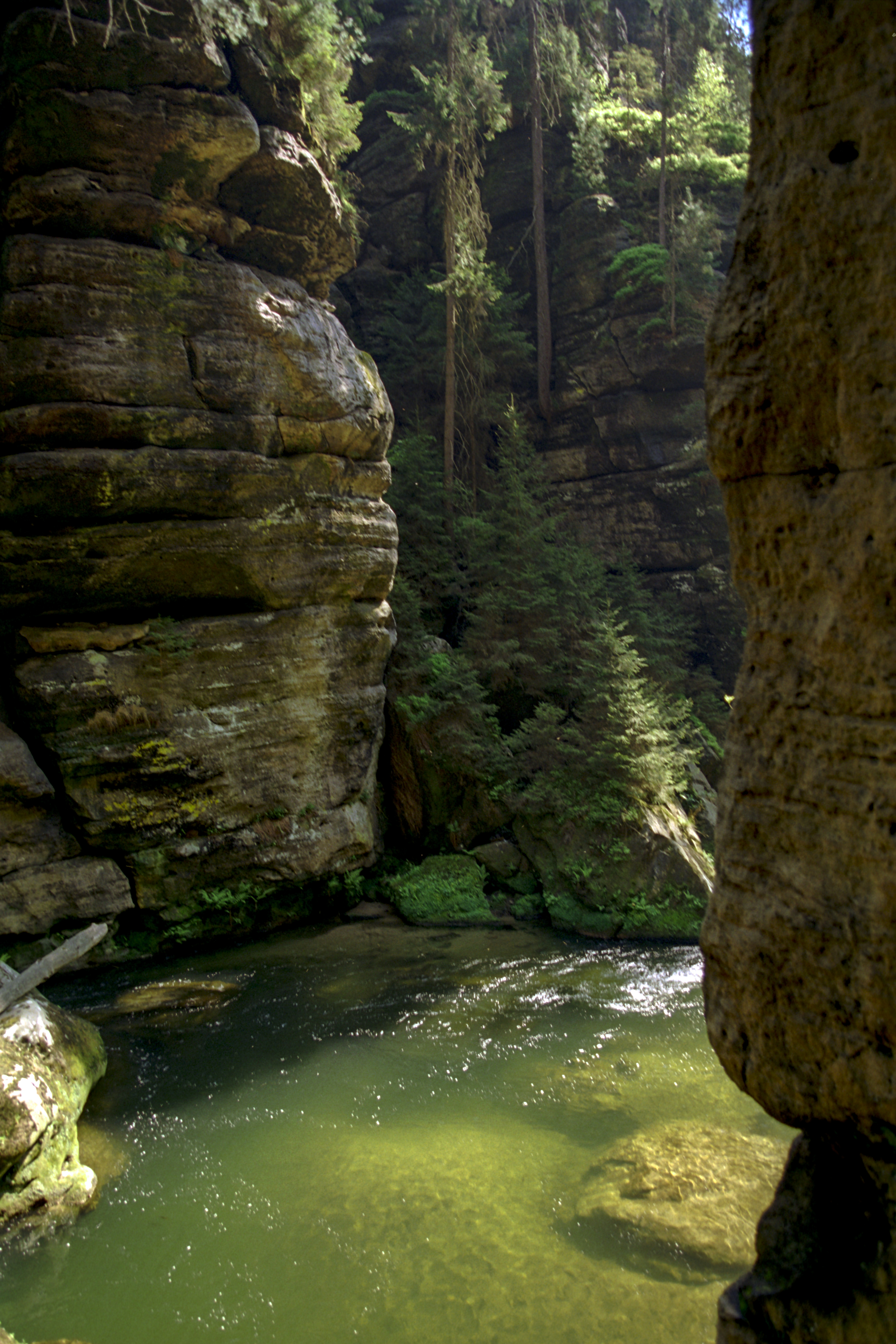
Les gorges

Un ravin encore en l'état situé entre les gorges sauvages et l'église près du Moulin de Dolsky (Dolský mlýn) est resté sauvage. Il n'est pas accessible.

## Les gorges de Ferdinand

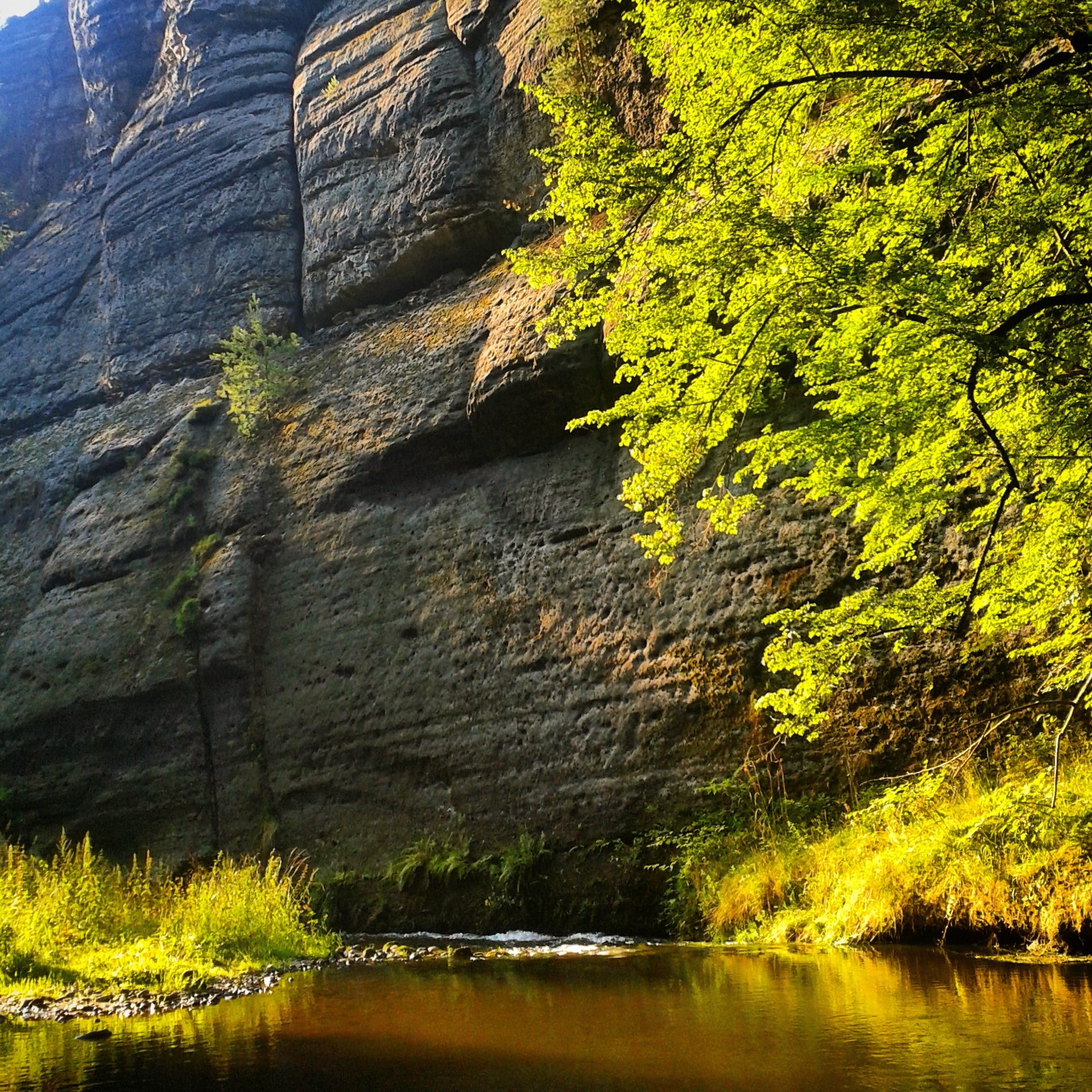
Les Gorges de Ferdinand

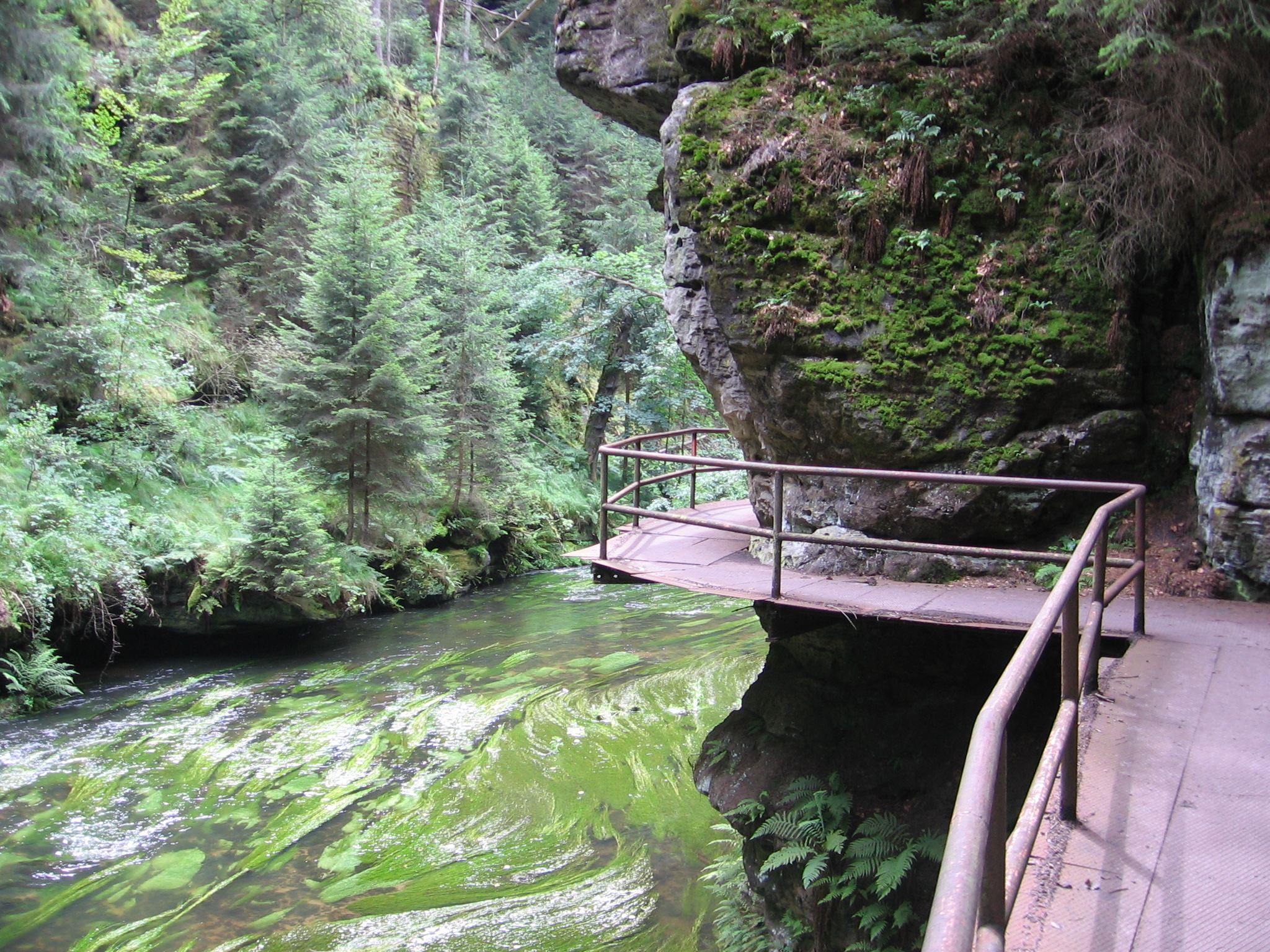
Les gorges sauvages

Il s'agit du tronçon entre Kamenice et le Moulin de Dolsky. Des rochers escarpés tombent des deux côtés directement dans l'eau. Il n'y a aucun sentier sur toute la longueur. Seule la gorge est le passage accessible.
Ce tronçon est exploité ici depuis 1881 pour la voile et les bateaux à fond plat (en bois pour 6-8 personnes) ; c'est le segment le plus ancien et le plus long.
La partie la plus profonde et la plus étroite des gorges est appelée Černá hlubina (Abîme noir).